# Velké Otročí jezero
Velké Otročí jezero (anglicky Great Slave Lake) je jezero na území Severozápadních teritorií v Kanadě. Kotlina jezera je ledovcovo-tektonického původu. Má rozlohu 27 200 km². Dosahuje maximální hloubky 614 m a je nejhlubším jezerem v Severní Americe. Leží v nadmořské výšce 156 m.

## Název
Název jezera se je odvozen od jména indiánského kmene Slavey (někdy i Slave), který v oblasti kolem jezera sídlí spolu s dalšími kmeny - (Čipevajané, Tlicho, Yellowknives, Sahtu). Všechny tyto kmeny jsou příslušníky národa Dené rozptýleného v obrovské oblasti Severozápadních teritorií, v krajině nekonečných lesů, jezer a řek. Jméno "Slavey" pochází od Kríů, kteří tak pohrdlivě nazývali své severní sousedy.

## Geografie
Západní břehy jsou nízké, pokryté jehličnatým lesem. Východní a severní jsou pahorkaté a převážně holé. Ve východní části jezera jsou stovky ostrovů. Do jezera ústí Otročí řeka, Hay aj. a odtéká řeka Mackenzie. Jezero zamrzá na konci října a rozmrzá v červnu. Je zde rozvinutý rybolov a místní lodní doprava.

## Demografie
Na severním pobřeží leží město Yellowknife a mnohá další naleziště zlata.

## Galerie

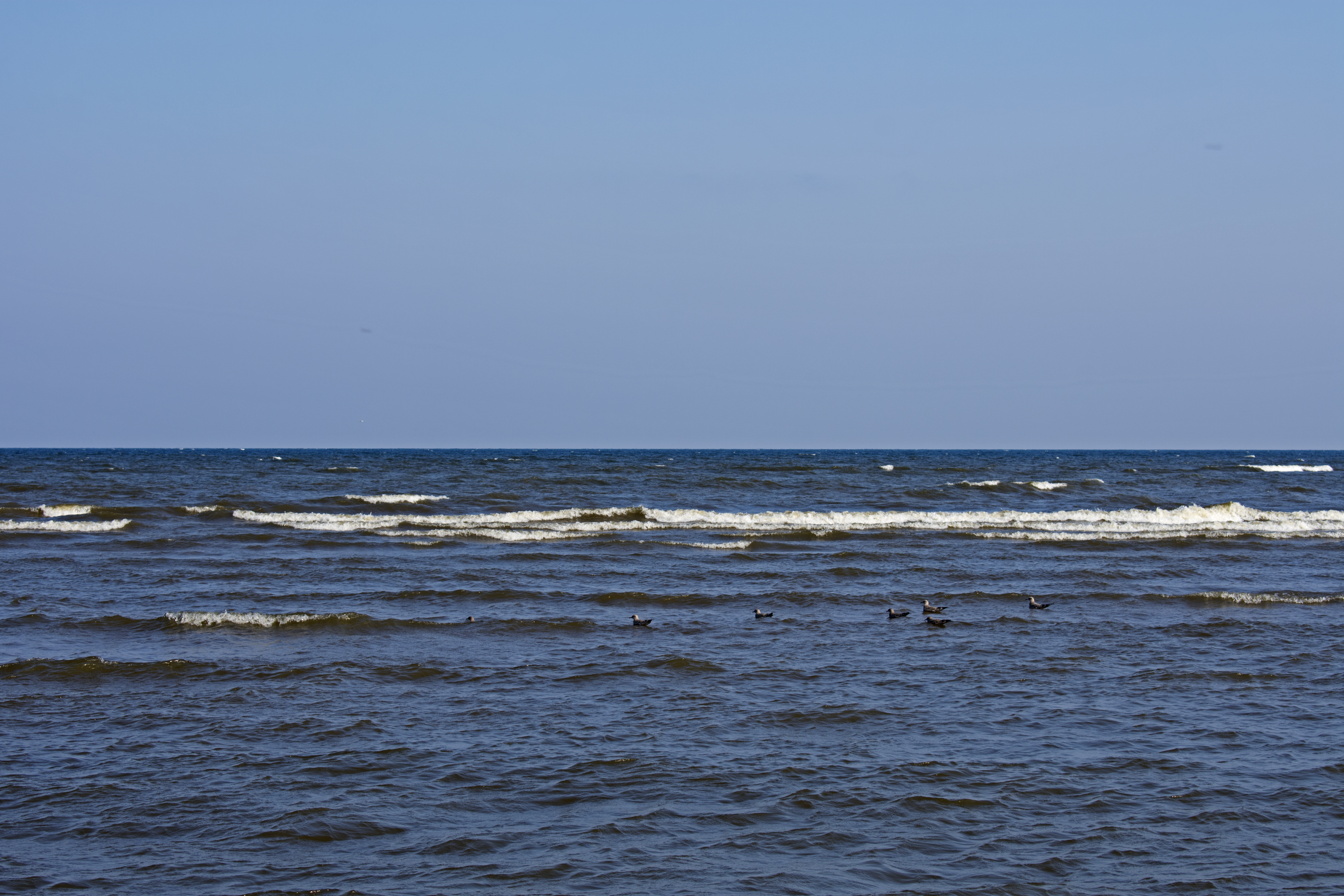
Velké Otročí jezero u Hay River
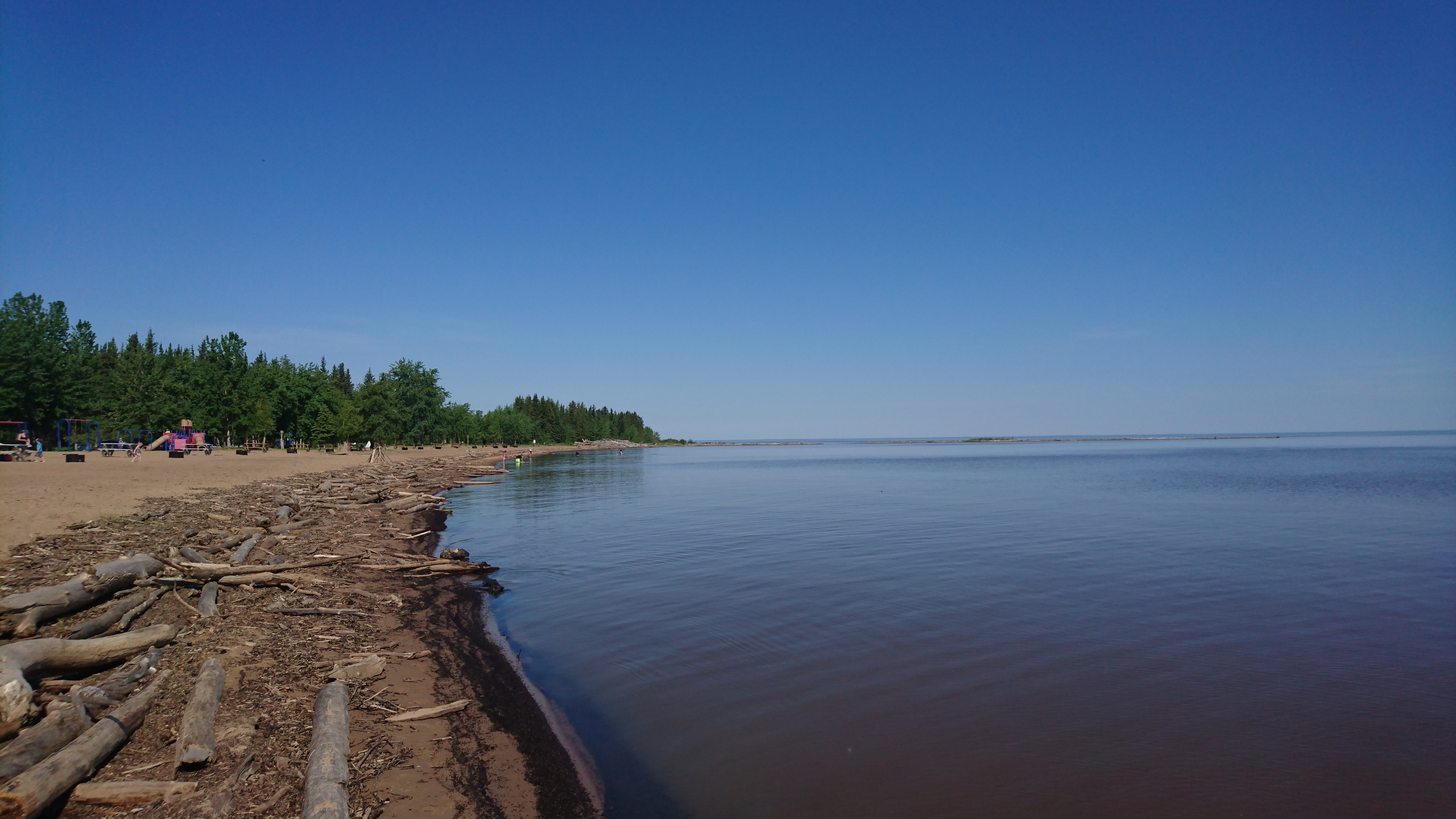
Pláž u Hay River
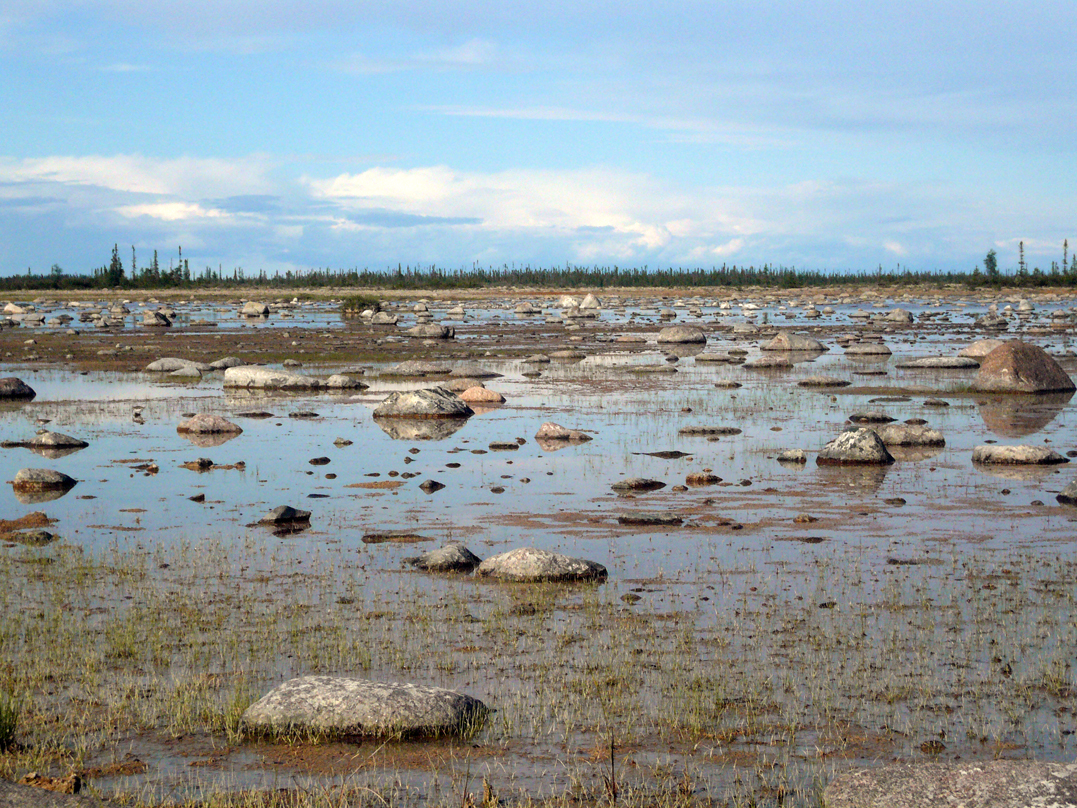
Mělký záliv
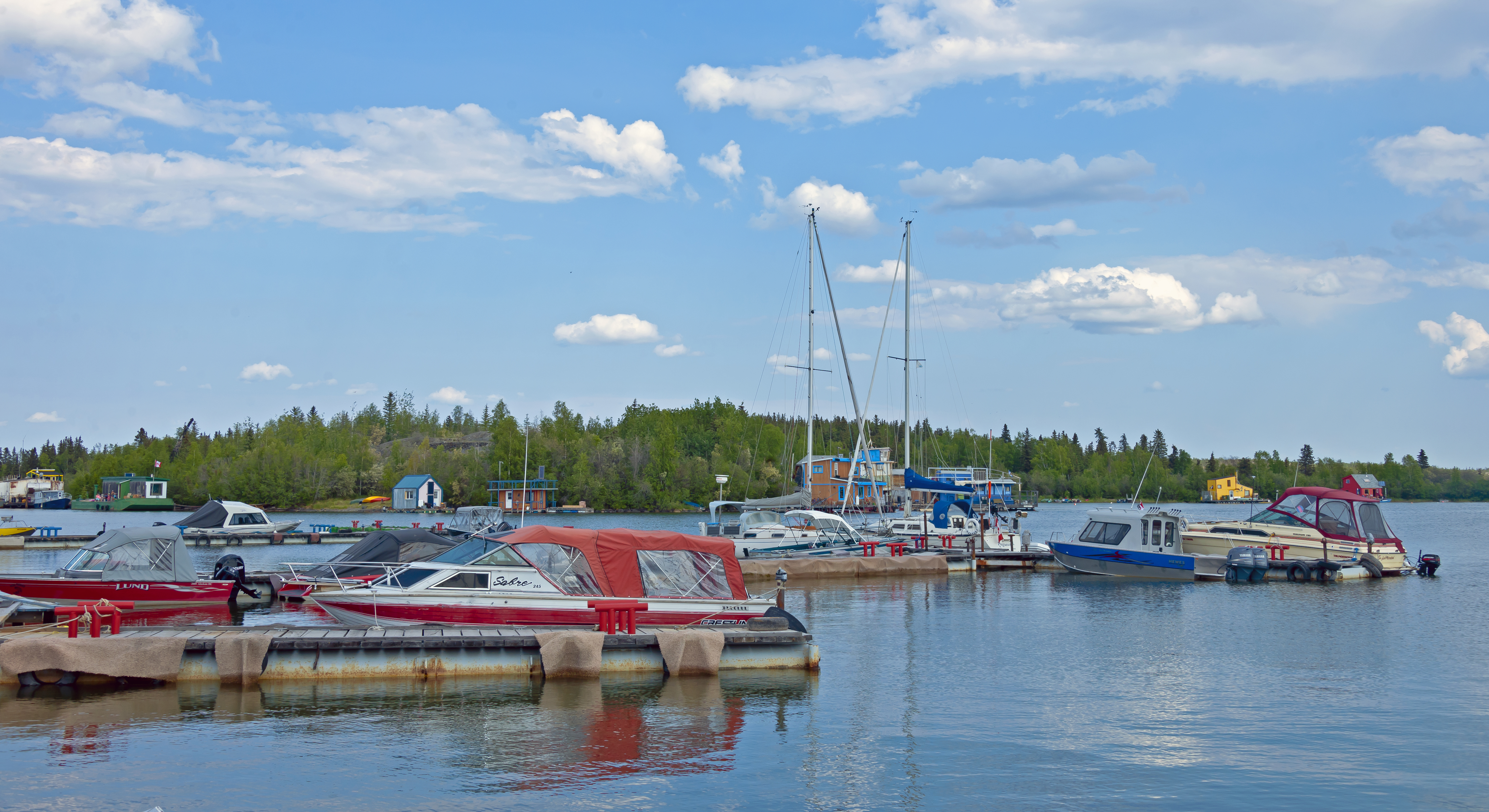
Čluny v Yellowknife
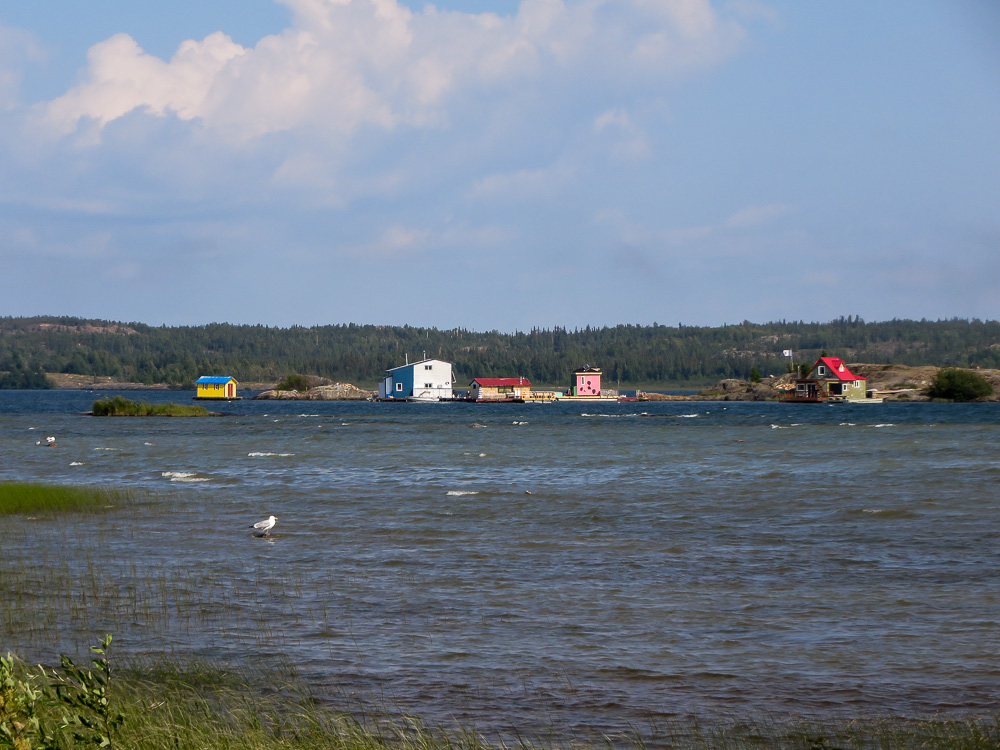
Hausbóty v Yellowknife
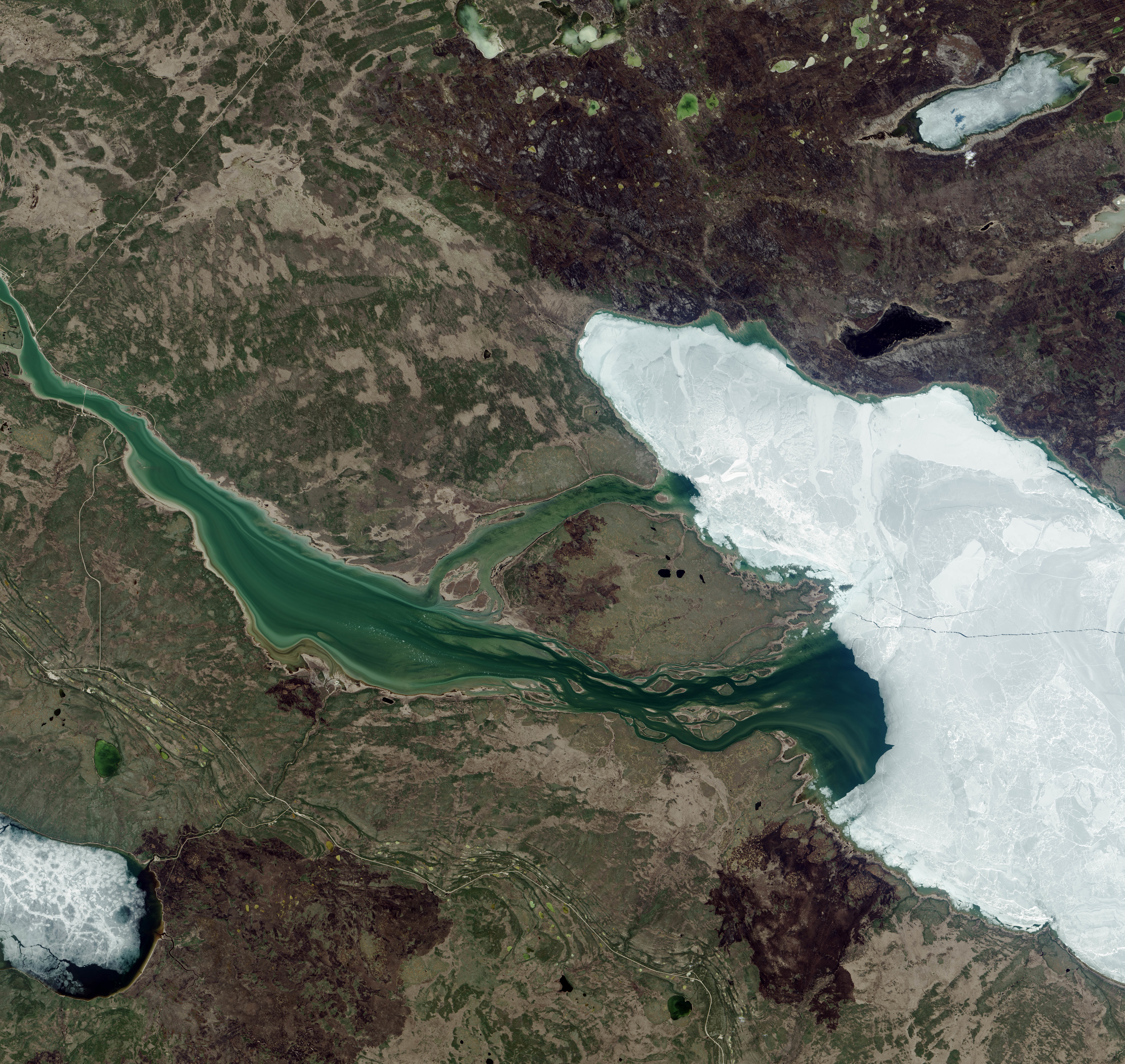
Odtok řeky Mackenzie z jezera